# Saison 2018-2019 de l'AS Nancy-Lorraine
Maillots
Dernière mise à jour : 4 août 2018.
Chronologie
Saison précédente Saison suivante
La saison 2018-2019 de l'Association sportive Nancy-Lorraine voit le club s'engager dans trois compétitions que sont la Ligue 2, la Coupe de France et la Coupe de la Ligue.
Soucieux de passer la main en attendant la cession du club à de futurs investisseurs, le président Jacques Rousselot nomme Jean-Michel Roussier pour lui succéder le 1er octobre 2018, mais reste l'actionnaire principal et s'active en coulisses pour trouver un repreneur.

## Résumé de la saison
Le début de saison 2018-2019 s'avère catastrophique : le club enchaîne les défaites en championnat durant les 7 premières journées sans marquer le moindre but. L'ASNL n'enregistre son première succès qu'à la 8e journée au Gazélec Ajaccio (0-1). L’entraîneur Didier Tholot est limogé le 28 octobre 2018 au lendemain de la 18e journée de championnat. Le club ne compte alors que 13 points, et est classé 19e.
Alain Perrin, entraîneur réputé et ancien joueur de l'ASNL, arrivé peu auparavant comme conseiller du président Roussier, accepte de relever le défi pour tenter de sauver le club d'une descente en National qui paraît inéluctable. Après un mercato hivernal très actif (avec le renfort de Vagner Dias prêté en janvier 2019 par l'AS Saint-Étienne) et un coaching particulièrement sérieux, l'équipe redresse la barre petit à petit, jusqu'à finalement obtenir officiellement son maintien lors de la 37e journée grâce à une victoire 1-0 lors du derby face à son voisin messin.
L'équipe termine finalement 14e du championnat en totalisant 42 points. Le 14 mai 2019, Alain Perrin quitte ses fonctions avec la satisfaction du devoir accompli. Après avoir réussi sa mission maintien, il annonce vouloir prendre sa retraite d'entraîneur. Son adjoint Benoît Pedretti dirige alors le dernier match face à Béziers.

## Avant-saison

### Mercato estival
| Nom                  | Nationalité         | Poste     | Transfert      | Provenance/Destination | Division         |
| -------------------- | ------------------- | --------- | -------------- | ---------------------- | ---------------- |
| Arrivées             |                     |           |                |                        |                  |
| Danilson da Cruz     | Cap-Vert            | Milieu    | Fin de contrat | Stade de Reims         | Ligue 1          |
| Ernest Seka          | Guinée              | Défenseur | Fin de contrat | RC Strasbourg Alsace   | Ligue 1          |
| Loris Néry           | France              | Défenseur | Fin de contrat | Valenciennes FC        | Ligue 2          |
| Séga Coulibaly       | France              | Défenseur | Transfert      | Stade Rennais          | Ligue 1          |
| Pape Sané            | Sénégal             | Attaquant | Prêt           | SM Caen                | Ligue 1          |
| Christopher Maboulou | République du Congo | Attaquant | Libre          | -                      | -                |
| Nicolas Saint-Ruf    | France              | Défenseur | Retour de prêt | Bourg-en-Bresse        | National 1       |
| Yann Mabella         | France              | Attaquant | Retour de prêt | LB Châteauroux         | Ligue 2          |
| Départs              |                     |           |                |                        |                  |
| Youssouf Hadji       | Maroc               | Attaquant | Retraite       | Retraite               | Retraite         |
| Michaël Chrétien     | Maroc               | Défenseur | Retraite       | Retraite               | Retraite         |
| Alaeddine Yahia      | Tunisie             | Défenseur | Libre          | Libre                  | Libre            |
| Joffrey Cuffaut      | France              | Défenseur | Fin de contrat | Valenciennes FC        | Ligue 2          |
| Julien Cétout        | France              | Milieu    | Transfert      | Hapoël Beer-Sheva      | Ligat ha'Al (D1) |
| Yanis Barka          | France              | Attaquant | Prêt           | Marignane-Gignac FC    | National 1       |
| Arnaud Nordin        | France              | Attaquant | Retour de prêt | AS Saint-Étienne       | Ligue 1          |
| Ádám Lang            | Hongrie             | Défenseur | Retour de prêt | Dijon FCO              | Ligue 1          |

## Saison 2018-2019

### Classement
| Rang | Équipe                 | Pts | J  | G  | N  | P  | Bp | Bc | Diff |
| ---- | ---------------------- | --- | -- | -- | -- | -- | -- | -- | ---- |
| 12   | Chamois niortais FC    | 47  | 38 | 11 | 14 | 13 | 34 | 41 | −7   |
| 13   | Valenciennes FC        | 43  | 38 | 11 | 10 | 17 | 52 | 61 | −9   |
| 14   | AS Nancy lorraine      | 42  | 38 | 12 | 6  | 20 | 36 | 50 | −14  |
| 15   | AJ Auxerre             | 41  | 38 | 10 | 11 | 17 | 34 | 36 | −2   |
| 16   | FC Sochaux-Montbéliard | 41  | 38 | 11 | 8  | 19 | 27 | 43 | −16  |